# 次長課長のヨイショ!
次長課長のヨイショ!（じちょうかちょうのよいしょ!）は、TBS系列で2007年1月1日23:20から24:45(JST)に放送された特番、バラエティ番組。

## 概要
お笑いコンビ次長課長が大物芸能人ゲスト3組を接待し、「芸能界で長く生きていくための秘訣」を知る番組。
単独MCを務める。

## 出演

### 司会
- 次長課長（河本準一・井上聡）
- 川田亜子（TBSアナウンサー）

### 接待ゲスト
- 叶姉妹（叶恭子・叶美香）
- アントニオ猪木
- 萩原流行

### 解答席ゲスト
- 伊集院光
- 磯野貴理
- 井森美幸
- 岩佐真悠子
- シャカ（大熊啓誉・植松俊介）

## 主な企画

### ゲスト・叶姉妹
美麗でセレブな叶姉妹に次長課長は庶民の生活を体験させようと接待に出る。東京元気寿司で回転寿司を体験。一般的なゲームセンターを借り切って、様々な種類のゲームや乗り物で楽しんでもらった。

### ゲスト・アントニオ猪木
女性が大好きなアントニオ猪木のために、高級キャバクラを借り切って、8人のキャバ嬢に囲まれて女遊びを楽しんでもらった。最後に二人は「これからもっと売れるように」とビンタで活を入れてもらった。

### ゲスト・萩原流行
趣味が多彩な萩原流行をゲストに、二人は秋葉原へ接待。動物愛好家で写真を撮る事も好き、女性も大好きなため、猫のコスプレをした萌えドルをノリノリで激写していた。また、銃をこよなく愛し、射撃場ではその腕前を披露。最後にコスプレをした女性達がいる焼肉屋（内神田のOK牧場）では、女性達に囲まれてデレデレと嬉しそうだった。

## スタッフ
- 構成：柳しゅうへい、若尾守重、美濃部達宏、大平カンフー、西村耕平、宮崎孝幸
- TM (テクニカルマネージャー)：河野志朗
- TD (テクニカルディレクター)：橋場照幸
- カメラ：中村年正
- VE (ビデオエンジニア)：木部伸一郎
- 音声：田村真紀
- 照明：鈴木英敬
- ENG：松本隆昭、宮下義巳
- 編集：大橋一明、波江野剛
- MA：水落洋一郎
- 音響効果：竹田周二
- 美術プロデューサー：西條貴子
- 美術デザイン：高松浩則
- 美術制作：大木章子
- 装置：相良比佐夫
- メカシステム：庄子泰広
- 電飾：井上雄平
- 装飾：田中秀和
- 生花：石井信彦
- 衣裳：渥美智恵
- 持道具：貞中照美
- ヘアーメイク：佐々木愛
- CG：TEAビデオセンター
- TK (タイムキーパー)：常藤道子
- 演出補：円谷浩一、鈴木あゆみ
- AP (アシスタントプロデューサー)：久松理絵
- ディレクター：や田貝義行、松浦健太郎、伊藤大輔
- プロデューサー：鈴木慎治
- プロデューサー・総合演出：古谷英一
- チーフプロデューサー：阿部龍二郎
- 写真提供：ベースボール・マガジン社
- 協力：赤坂維新號
- 技術協力：東通、OMNIBUS JAPAN
- 制作協力：ボトム
- 制作：TBSテレビ
- 製作著作：TBS